# RTL Skispringen 2000
RTL Skispringen 2000 – pierwsza część serii gier komputerowych RTL Skispringen o skokach narciarskich. Pierwszy w historii trójwymiarowy symulator skoków. Gra polega na starcie w Turnieju Czterech Skoczni. Zawody rozgrywane są na skoczniach w Oberstdorfie, Garmisch-Partenkirchen, Innsbrucku i Hakubie (błąd programistów, ponieważ czwarte zawody tego turnieju rozgrywane są w Bischofshofen). W grze startuje 8 skoczków. Wśród materiałów dodatkowych znajduje się wywiad z niemieckim skoczkiem Jensem Weissflogiem. Gra nie została wydana w Polsce.